# Eupodotis
Eupodotis är ett släkte med fåglar i familjen trappar inom ordningen trappfåglar. Släktet omfattar fem arter som förekommer i Afrika söder om Sahara:
- Vitbukig trapp (E. senegalensis)
- Blåtrapp (E. caerulescens)
- Karrootrapp (E. vigorsii)
- Namibtrapp (E. rueppelii)
- Bruntrapp (E. humilis)

Vissa inkluderar även släktena Lophotis och Afrotis i Eupodotis. Andra begränsar Eupodotis till enbart vitbukig trapp och blåtrapp, där de tre övriga urskiljs i Heterotetrax.